# کوتارو یوشیدا
کوتارو یوشیدا (انگلیسی: Kōtarō Yoshida؛ زادهٔ ۱۴ ژانویهٔ ۱۹۵۹ میلادی) یک هنرپیشه اهل کشور ژاپن است.